# Can’t Seem to Make You Mine
«Can’t Seem to Make You Mine» — песня американской рок-группы The Seeds, написанная Скаем Саксоном и продюсером Маркусом Тибалтом. Впервые была издана в виде сингла в 1965 году, а позже в 1967 году была перевыпущена и достигла 41 места в U.S. Billboard Hot 100 chart.
В 1998 году песня вошла в бокс-сет Nuggets: Original Artyfacts from the First Psychedelic Era, 1965–1968 и была перепета такими группами и исполнителями как, Ramones, Алекс Чилтон, Джонни Сандерс, Yo La Tengo и Garbage.

## Запись и релиз
«Can’t Seem to Make You Mine» была первой песней the Seeds, записанной с клавишником Дэрилом Хупером. «Скай пытался продавать это разным студиям … он часто получал в ответ клишированное „мы вам перезвоним“. Тем не менее, по какой-то причине, Crescendo понравилось, поэтому они решили пригласить нас в студию. Когда Скай попал туда, он решил выложиться на полную.»
Песня была выпущена в качестве сингла в марте 1965 года и впервые прозвучала на радиоэфире радиостанции Санта-Моники KBLA. В интервью 2006 года Скай Саксон говорил: «Они пускали „Can’t Seem to Make You Mine“ поздно в два часа ночи. KRLA и другие станции продолжали в таком же духе до тех пор, пока KBLA не дала возможность людям услышать песню.»
Несмотря на то, что песня имела успех в Калифорнии, она не смогла попасть в чарты вплоть до своего переиздания 1967 года. Тогда вместо неё успехом пользовалась песня «Pushin' Too Hard», которая смогла попасть в американский Top 40
«Can’t Seem to Make You Mine» смогла достичь 33 места в Канаде и 41 в Billboard Hot 100 chart.
В песне присутствует инструментальная клавишная партия под аккомпанемент гитары.
Также есть версия песня для радио, где отсутствует как повторение бриджа (перехода), так и одного из припевов. Также в песне присутствует речевая дилогия Саксона, прежде чем он говорит заключительную фразу («Come back, Baby, I’m all alone»).

## Отзывы критиков
Музыкальный критик Малькольм Расселл описал песню как «медленная, полная злобы песня, подчёркивающая уникальный вокал Саксона».
Майкл Хикс утверждал, что Саксон на этой песне разработал свой собственный стиль.
Уиллд Ходжкинсон и Стивен Томас Эрлевайн назвали песню «классикой гаражного рока», что было ими указано в буклете бокс-сета 1998 года Nuggets: Original Artyfacts from the First Psychedelic Era, 1965–1968. Журнал Paste Magazine' в 2014 году поставил песню на 4 место в списке «50 лучших композиций гаражного рока на все времена».

## Кавер-версии и появления
Алекс Чилтон сделал свою кавер-версию на «Can’t Seem to Make You Mine» и включил её в качестве би-сайда своего сингла 1978 года «Bangkok»
Джонни Сандерс и Петти Палладдин перепели песню для своего альбома Copy Cats.
В 1993 году песню перепели Ramones для своего альбома Acid Eaters.
Также песню перепели Yo La Tengo и включили её в свой мини-альбом 1995 Camp Yo La Tengo
Британско-американская группа Garbage тоже сделал кавер-версию на эту песню и сделала её би-сайдом к своим синглам 1999 года «When I Grow Up» и «The Trick Is to Keep Breathing».
Murder City Devils также перепели песню для своего split 45 1999 года совместно с Gluecifer. Diplo сделал ремикс песни, наряду с синглом Spank Rock 2005 года «Put That Pussy on Me».
Супергруппа Spirits in the Sky, во главе с Билли Корганом исполнила песню на трибьют-концерте Ская Саксона 24 июля 2009 года в Лос-Анджелесе.
Песня прозвучала в фильмах Полицейские (1997) и Секретарша (2002), а также в первом эпизоде сериала Netflix Очень странные дела (2016).
Также песня играет в рекламном ролике спрея-дезодоранта Lynx/Axe.

## Список композиций
7" Vinyl (Август 1965)
| №  | Название                      | Автор(ы) | Длительность |
| -- | ----------------------------- | -------- | ------------ |
| 1. | «Can't Seem to Make You Mine» | Саксон   | 2:31         |
| 2. | «Daisy Mae»                   | Саксон   | 1:57         |

7" Vinyl (Февраль 1967)
| №  | Название                      | Автор(ы) | Длительность |
| -- | ----------------------------- | -------- | ------------ |
| 1. | «Can't Seem to Make You Mine» | Саксон   | 2:31         |
| 2. | «I Tell Myself»               | Саксон   | 2:25         |

## Позиция в чартах
| Чарт (1967)            | Высшая позиция |
| ---------------------- | -------------- |
| U.S. Billboard Hot 100 | 41             |
| U.S. Cash Box Top 100  | 55             |
| Canada RPM Magazine    | 33             |